# Morska Stocznia Remontowa Gryfia
Morska Stocznia Remontowa Gryfia – stocznia remontowo-produkcyjna działająca w Szczecinie i w Świnoujściu. Działa jako spółka akcyjna utworzona w 2013 roku w wyniku połączenia dwóch zakładów: Morskiej Stoczni Remontowej w Świnoujściu oraz Szczecińskiej Stoczni Remontowej „Gryfia”. Początki działalności SSR Gryfia sięgają 1952 roku. Stocznia w Świnoujściu prowadzi działalność od 1968 r.
Morska Stocznia Remontowa Gryfia świadczy usługi w zakresie remontów, przebudów, budów nowych statków, remonty awaryjne i przeglądy klasowe. MSR Gryfia obsługuje statki różnych typów i rozmiarów – zarówno duże statki handlowe, jak również promy pasażerskie, specjalistyczne jednostki wielozadaniowe, holowniki i jachty. Przedsiębiorstwo ponadto jest producentem konstrukcji stalowych dla branży offshore. Od 2010 r. MSR Gryfia należy do grupy MARS Shipyards & Offshore.

## Dane podstawowe
Infrastruktura:
Doki pływające:
- Dok nr 1, 156 × 26 m, 7200 t (w Szczecinie)
- Dok nr 2, 46,3 × 14,5 m, 520 t (w Świnoujściu)
- Dok nr 3, 137 × 21,5 m, 5500 t (w Szczecinie)
- Dok nr 5, 216 × 35 m, 17000 t (w Szczecinie)
- 3 doko-pontony, 91 × 16 m, 1450 t (w Szczecinie)
- Dok nr 6, 115 × 18,3 m, 3500 (w Świnoujściu)
- Dok nr 7, 125 × 19,7 m, 4500 (w Świnoujściu)

Nabrzeża w Szczecinie:
- Gnieźnieńskie (230 m)
- Gdańskie (380 m)
- Kaszubskie (230 m)
- Gdyńskie (467 m)
- Kieleckie (172 m)
- Radomskie (100 m)
- Warszawskie (267)
- Wrocławskie (165)

Nabrzeża w Świnoujściu:
- Nabrzeże nr 1 (296 m)
- Nabrzeże nr 2 (165 m)
- Nabrzeże nr 3 (200 m)

Inne:
- Place montażowe
- Hale produkcyjne
- Dźwigi
- Laboratoria zakładowe

## Lokalizacja
Zakład w Szczecinie położony jest na wyspie Gryfia, pomiędzy Odrą Zachodnią i Przekopem Mieleńskim, około 36 mil morskich od ujścia Odry do Morza Bałtyckiego. W sąsiedztwie stoczni przebiega kanał wiodący do portu morskiego Szczecin.
Świnoujski zakład zlokalizowany jest w Warszowie, przemysłowej części miasta na wyspie Wolin, bezpośrednio przy wejściu z otwartego morza do portu morskiego Świnoujście.

## Kalendarium
- 1952 Na podstawie Zarządzenia Ministra Przemysłu Maszynowego z dnia 12.07.1952 r. powstała Baza Remontowa „Gryfia”[6]. W październiku 1952 przedsiębiorstwo zmieniło nazwę na „Szczecińska Stocznia Remontowa” (nazwa Gryfia nadal funkcjonowała jako przydomek stoczni).
- 1959 Rozbudowa SSR – powstają doki pływające: Dok nr 1, Dok nr 3, Dok nr 4.
- 1968 Zjednoczenie Morskich Stoczni Remontowych powołało zespół do spraw budowy stoczni w Świnoujściu.
- 1970 Zarządzeniem Ministra Żeglugi w Świnoujściu powstało przedsiębiorstwo pod nazwą Morska Stocznia Remontowa.
- poł. lat 70 XX w. Zakończono I etap budowy stoczni w Świnoujściu: powstały 2 doki pływające i nabrzeże remontowe o długości 310 m
- 1979 rozbudowa SSR Gryfia – do użytku zostaje oddane 320-metrowe Nabrzeże Kaszubskie
- 1990 rozbudowa SSR Gryfia – Powstaje dok nr 5
- 2010 MARS FIZ obejmuje większościowe pakiety akcji SSR Gryfia i Morskiej Stoczni Remontowej w Świnoujściu. Stocznie stały się częścią grupy MARS Shipyards & Offshore.
- 2013 Rejestracja połączenia Morskiej Stoczni remontowej Gryfia
- 2014 MSR Gryfia wchodzi w skład Polskiej Grupy Zbrojeniowej
- 2020 Stocznia notuje największą stratę od lat – 23,6 mln zł; biegły rewident ostrzega, że są „poważne wątpliwości co do zdolności Spółki do kontynuacji działalności”[7]; w grudniu 2020 zaprzestano prowadzenia działalności stoczniowej w Świnoujściu.
- 2021 Sprzedaż terenów dawnej stoczni w Świnoujściu norweskiemu właścicielowi świnoujskiego Euro Terminala[8].

## Najciekawsze[według kogo?]zadania
BUDOWY
- Budowa kontenerowca Port Gdynia
- Budowa lodołamaczy – liniowego i czołowego
- Budowa serii 4 promów pasażersko-samochodowych Bielik
- Budowa promu do żeglugi wahadłowej Torghatten
- Budowa serii 5 patrolowców dla norweskiej służby ochrony wybrzeża
- Budowa modułu mieszkalnego platformy Ivar Aasen

PRZEBUDOWY
- Przebudowa masowca ACS Demontstrator
- Przedłużenie trawlera Jupiter FD42
- Przebudowa trawlera Boris Derevyanko
- Przedłużenie kontenerowca Trans Carrier

REMONTY
- Remont Ro-Ro Kopernik
- Remont statku pasażerskiego Polar Pionieer
- Remont drobnicowca HHL Amur
- Remont pogłębiarki Victor Horta
- Remont podsypkowca Flinstone
- Remont samochodowca City of St. Petersburg
- Remont Chemikaliowca MItrope

### Instalacja napędu hybrydowego
W 2020 roku na drobnicowcu Hagland Captain montowano napęd hybrydowy. Jest to pierwszy taki projekt w historii żeglugi bliskiego zasięgu. Statek będzie mógł pływać wyłącznie na napędzie elektrycznym około pół godziny (co ma znaczenie redukcji hałasu i kosztów paliwa przy manewrowaniu w porcie, zwłaszcza zgodnie z przepisami dotyczącymi wyspy Langøya). Napęd hybrydowy to oszczędności – szacuje się, że średnio koszty paliwa spadną o 5 do 10%. Dodatkowo to także chronienie środowiska, zamontowany reduktor NOx Wärtsilä (ANI) ma zmniejszyć emisję tlenków azotu (NOx) od 80 do 90 procent.